# Delguin-Yarcé
Delguin-Yarcé est une localité située dans le département de Boussouma de la province du Sandbondtenga dans la région des Kuilsé au Burkina Faso.

## Éducation et santé
Le centre de soins le plus proche de Delguin-Yarcé est le centre médical avec antenne chirurgicale (CMA) de la province à Boussouma tandis que le centre hospitalier régional (CHR) se trouve à Kaya.
Le village possède un centre d'alphabétisation.